# Podolí (zámek, okres Brno-venkov)
Zámek Podolí byl v obci Podolí v okrese Brno-venkov postaven mezi lety 1792 a 1795, možná na místě bývalé tvrze. Patřil petrovským kanovníkům. Jedná se o jednopatrovou budovu s půdorysem obráceného písmene L, stojící ve svahu s průčelím obráceným do obce. V rohu stavby se nacházela věž, která byla vyztužena pilíři. Kvůli nestabilnímu podloží ale musela být v roce 1869 stržena, její hodiny byly v roce 1887 instalovány na zvýšenou věž kostela ve Šlapanicích. Za zámkem býval dvůr a zahrada.
Dnes je sídlem obecního i poštovního úřadu a Galerie Rudolfa Březy. V galerii je sbírka plastik na téma československých legií z pozůstalosti místního rodáka, legionáře Rudolfa Březy.